# Émile Robert (ingénieur)
Pour les articles homonymes, voir Émile Robert.
Émile Robert (Montignac, 4 août 1839 - Villejoubert, 15 février 1927) est un ingénieur des Arts et Métiers, employé par la Société française de constructions mécaniques (anciens Établissements Cail) à Denain (Nord).
Vétéran du chantier du Canal de Panama.
Directeur des travaux de construction du viaduc des Fades (1901-1909), le plus haut pont de chemin de fer de France, sur la Sioule (Puy-de-Dôme).